# Campo Henderson (Guadalcanal)

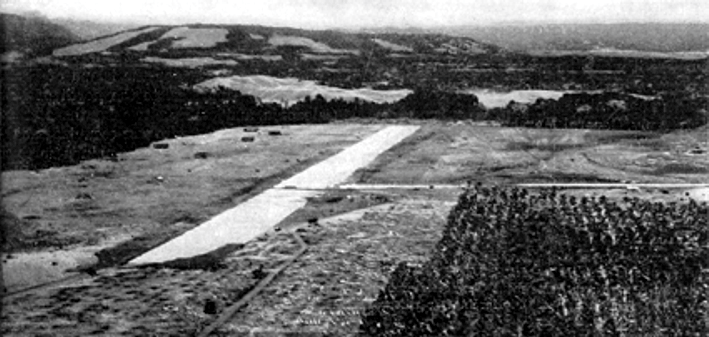
El aeródromo de Punta Lunga en Guadalcanal, visto mientras era construido por los japoneses en julio de 1942.

El Campo Henderson fue un antiguo aeródromo militar en Guadalcanal, Islas Salomón, durante la Segunda Guerra Mundial. Originalmente construido por los japoneses, el conflicto por su posesión fue una de las más grandes batallas de la Guerra del Pacífico. Hoy es el Aeropuerto Internacional de Honiara.

## Historia

### Construcción japonesa
Tras la ocupación de las islas Salomón en abril de 1942, el Ejército Imperial Japonés planeó capturar Port Moresby en Nueva Guinea y Tulagi en las Salomón del sur, extendiendo su perímetro defensivo sureño al establecer bases para apoyar posibles avances futuros. La captura de Nauru, Banaba, Nueva Caledonia, Fiyi y Samoa podría cortar las líneas de suministros entre Australia y Estados Unidos, resultando en la reducción o eliminación de Australia como una amenaza para las posiciones japonesas en el Pacífico Sur.
El aeródromo de Guadalcanal primero fue diseñado por ingenieros japoneses que arribaron al área a comienzos de mayo, siendo conocido como "Punta Lunga" o "Punta Runga" por los japoneses y llamado "RXI" en clave. El aeródromo permitiría a los aviones japoneses patrullar las Salomón del sur, las rutas navieras hacia Australia y el flanco oriental de Nueva Guinea.
Dos grandes unidades de construcción estuvieron involucradas: una de 1379 hombres y otra de 1145, originalmente programadas para trabajar en Midway una vez capturado, que arribaron el 6 de julio de 1942 y empezaron a trabajar después del 9 de julio de 1942. La construcción fue observada y reportada por los Coastwatchers, mientras que la presencia del aeródromo gestó planes estadounidenses para capturar Guadalcanal y que los aviones Aliados utilicen el aeródromo.
Hacia mediados de julio arribaron 250 civiles adicionales de la "Unidad de Construcción Hama" al mando de Inouree Hama, que previamente estuvo al mando de 50 hombres en Gavutu. Además, los especialistas del 14.º Cuerpo de Emplazamiento establecieron estaciones de radio en Tulagi, Gavutu y en RXI. En la construcción del aeródromo también se empleó mano de obra local. El 23 de julio, y nuevamente el 25 de julio, los B-17 realizaron un reconocimiento fotográfico de Guadalcanal y las fotos indicaban que los japoneses casi habían completado el aeródromo.
La construcción del aeródromo iba por delante del plazo establecido y en la noche del 6 de agosto de 1942, poco antes del desembarco estadounidense, a las tropas de construcción se les dio una ración adicional de sake por terminar el aeródromo antes del plazo establecido.

### Su captura por los estadounidenses y la Batalla de Guadalcanal
Véase: Campaña de Guadalcanal y Batalla por el Campo Henderson para más información

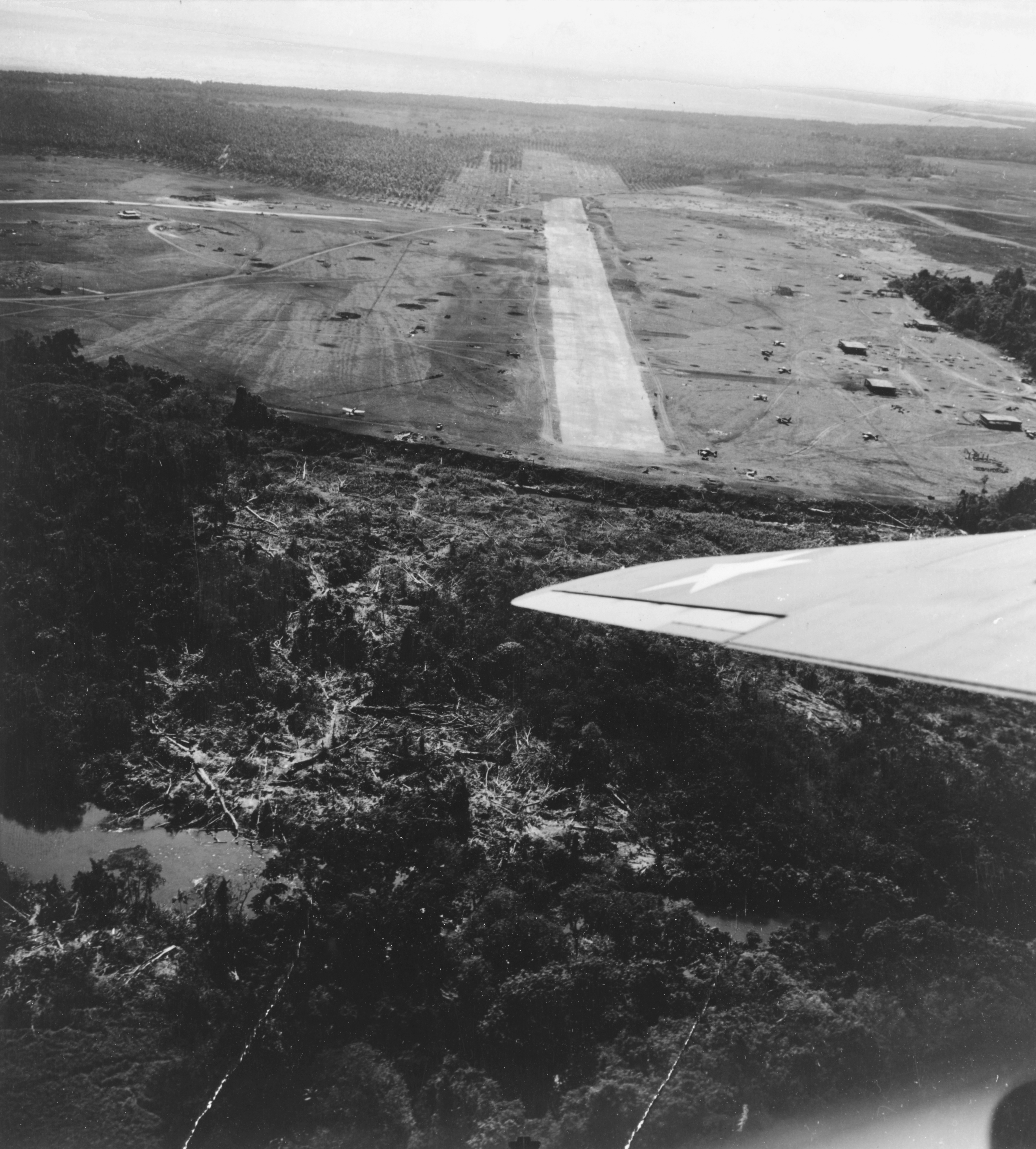
El Campo Henderson en agosto de 1942. Se ven varios Grumman F4F-4 Wildcat y los talleres de reparación.

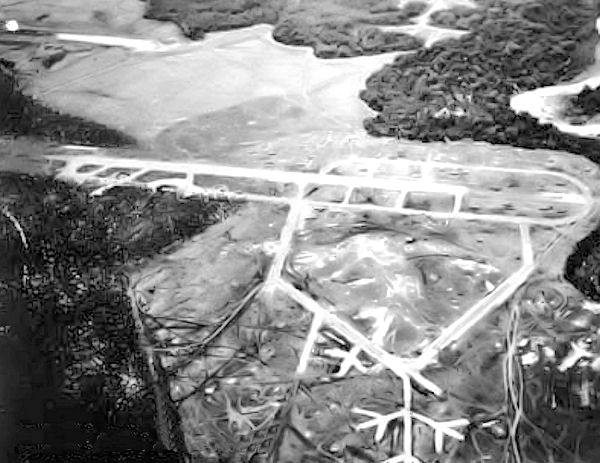
El Campo Henderson en construcción en abril de 1943, visto desde el suroeste.

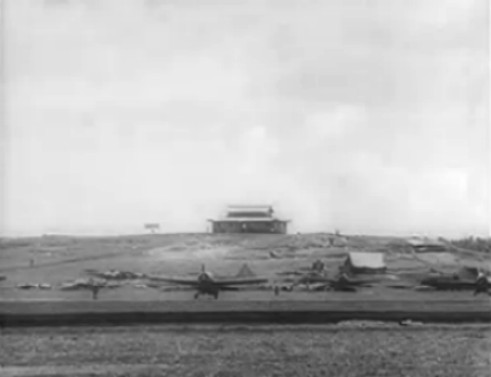
Varios F4F delante de la pagoda que hacía de centro de mando en Campo Henderson.

El 7 de agosto de 1942 las fuerzas Aliadas, predominantemente Marines, desembarcaron en las islas de Guadalcanal, Tulagi y Florida en las Salomón del sur con el objetivo de evitar que los japoneses las utilicen para amenazar las rutas de suministro y comunicación entre Estados Unidos, Australia y Nueva Zelanda. Los Aliados también planeaban usar a Guadalcanal y Tulagi como bases para apoyar una campaña que eventualmente capture o neutralice la importante base japonesa de Rabaul, en Nueva Bretaña.
Ante la amenaza de una fuerte respuesta naval y aérea los planes indicaban que el aeródromo debía ser capturado rápidamente para preparar una defensa ante ataques navales, terrestres y aéreos. 
Los Aliados superaron numéricamente a los defensores japoneses, capturando Tulagi y Florida, así como el aeródromo RXI que había sido construido por los japoneses en Guadalcanal. El aeródromo capturado fue llamado Campo Henderson en honor del Mayor Lofton Henderson de los Marines, oficial al mando del VMSB-241 que murió en combate en la Batalla de Midway mientras dirigía su escuadrón contra los portaaviones japoneses, siendo el primer aviador de los Marines en morir durante la batalla.

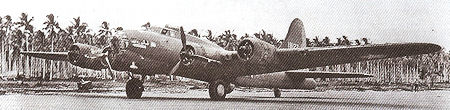
Un Boeing B-17E del 11.º Grupo de Bombarderos, 42.º Escuadrón de Bombarderos (Eager Beavers) en el Campo Henderson en 1943.

El 20 de agosto, Campo Henderson recibió 19 cazas Grumman F4F Wildcat del escuadrón VMF-223 (Marine Fighter Squadron 223) y 12 bombarderos en picado Douglas SBD Dauntless del escuadrón VMSB-232 (Marine Scout Bombing Squadron 232) transferidos por el portaviones de escolta USS Long Island. La Armada destacó sus destructores rápidos para transportar combustible de aviación, bombas y personal de tierra de los escuadrones de Infantería de Marina. El reabastecimiento aéreo complementó el esfuerzo mediante aviones R4D (código del C-47 en la Armada estadounidense), del 25 Grupo de Aviación de la Infantería de Marina para transportar materiales esenciales y evacuar los casos médicos más urgentes. Estos aviones realizaron vuelos diarios entre Espíritu Santo a Guadalcanal, transportando generalmente cargas y evacuando hasta dieciséis heridos o enfermos en camilla.
El 22 de agosto llegaron cinco P-400 (versión para la RAF del P-39 Airacobra) del 67 Escuadrón de Cazas de la USAAF y nueve más el 27 de agosto. La Armada contribuyó de modo completamente no planificado, 11 bombarderos en picado SBD Dauntless del USS Enterprise llegaron el 24 de agosto, después de que el portaviones sufriera graves daños. A finales de agosto se unieron 19 F4F del VMF-224 y una docena de bombarderos en picado del VMSB-231. Este conjunto era conocido como la Fuerza Aérea Cactus (Cactus era el nombre en clave de Guadalcanal) y estaban subordinadas a la 1 Ala de Aviación de la Infantería de Marina, bajo el mando del general de brigada Roy Geiger. Ante el nivel de pérdidas el 4 de setiembre 24 cazas F4F del VF-5 del portaviones USS Saratoga llegaron de Espíritu Santo a Campo Henderson.
Sorprendidos por la ofensiva Aliada, los japoneses hicieron varios intentos por retomar el Campo Henderson entre agosto y noviembre de 1942. Tres importantes batallas terrestres, siete grandes batallas navales (cinco operaciones nocturnas en superficie y dos batallas de portaaviones) y continuas, casi diarias, batallas aéreas culminaron a inicios de noviembre de 1942 en la decisiva batalla naval de Guadalcanal, donde el último intento japonés de bombardear el Campo Henderson desde el mar y desembarcar suficientes tropas para retomarlo fue desbaratado.
Las condiciones eran malas. Campo Henderson estaba muy cerca de las líneas defensivas, por lo que la seguridad era siempre una preocupación. No habían camiones cisterna para el combustible, hangares o edificios para reparaciones. Cada avión dañado era canibalizado para piezas de repuesto. Sin elevadores de bomba, todas tuvieron que ser estibadas manualmente en los aviones. El combustible, siempre escaso, debía ser bombeado manualmente desde barriles de 55 galones. Incluso después de la llegada de los camiones cisterna, la gasolina de aviación tenía que ser bombeada manualmente desde los camiones.
El 2 de setiembre comenzó a funcionar un radar en Campo Henderson, que ayudó a proporcionar una alerta temprana de los aviones japoneses que se disponían a atacar.
El 9 de setiembre de 1942 el sexto Batallón de Construcción Naval (SeaBees) abrió una segunda pista de aterrizaje cerca de una milla al este de la pista original. Los escuadrones de caza comenzaron a operar desde ella, con el resto de las aviones utilizando la pista original.
Muchos días los bombarderos japoneses atacaban al mediodía. Por la noche los barcos de guerra. La noche del 13 de octubre, dos acorazados japoneses que escoltaban al Expreso de Tokio bombardearon Campo Henderson, disparando casi 1.000 obuses de 355 mm. Dejaron a casi la mitad de las aeronaves fuera de servicio y destruyeron prácticamente todos los depósitos de combustible, por lo que fue necesario realizar un puente aéreo de emergencia con los C-47. En las dos noches siguientes, los cruceros japoneses atacaron nuevamente e impidieron que los aviones interfirieran en los desembarcos.

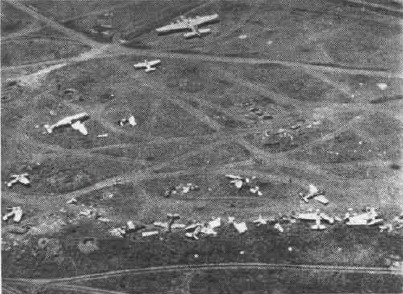
El Campo Henderson en agosto de 1942. Fotografía tomada en 1942/43, en la que se ven los restos de varios aviones en Henderson.

En noviembre nuevos refuerzos aéreos llegaron, incluyendo los primeros P-38 del 339 Escuadrón de Caza. En ese momento Campo Henderson tenía operativos 41 F4F Wildcat, 30 SBD Dauntless, 19 TBF-1 Avenger, 2 P-400 y lo que quedaba de los aviones del Enterprise. También llegaron el 24 de noviembre 12 Lockheed Hudson de la Real Fuerza Aérea de Nueva Zelanda. La fuerza aumentó su capacidad a finales de diciembre con los primeros B-26.
En diciembre de 1942, los japoneses abandonaron cualquier esfuerzo por retomar Guadalcanal y para el 7 de febrero de 1943 evacuaron a sus fuerzas restantes en vista a una ofensiva del XIV Cuerpo del Ejército de los Estados Unidos, cediendo la isla a los Aliados. El aeródromo siguió teniendo bastante actividad y recibiendo visitas de los japoneses. En primavera de 1943 el escuadrón de caza VF-11 Sundowner fue asignado a Campo Henderson para reforzar la defensa.

### Operaciones tras la Batalla de Guadalcanal
En 1944, el trabajo de reconocimiento sobre Einwetok y otras islas fue llevado a cabo por bombarderos B-24 Liberator de la Armada especialmente equipados que operaban desde Campo Henderson. Los escuadrones NZECT emplearon el aeródromo como base para patrullas y búsquedas durante octubre y noviembre de 1944.

### Empleo en la posguerra
El Campo Henderson fue abandonado después de la guerra. El aeródromo fue modernizado y reabierto en 1969 como Aeropuerto Internacional de Honiara, el principal aeropuerto para las islas Salomón. A finales de la década de 1970, la pista fue ensanchada y alargada.

## Unidades militares estadounidenses que operaron desde el Campo Henderson

### Armada de los Estados Unidos
| - VF-5 (F4F) setiembre de 1942 - VC-40 (SBD, TBF) - VMSB-131 (Avenger) 1943 - VF-26 (F4F) 10 de marzo – 25 de abril y 26 de junio – 5 de agosto de 1943 - VF-27 (F4F) 10 de marzo – 25 de abril y 26 de junio – 5 de agosto de 1943 - VF-28 (F4F) 10 de marzo – 25 de abril y 26 de junio – 5 de agosto de 1943 | - CAG 11 (Carrier Air Group 11) - VF-11 (VB-11) 1943 - VB-21(SBD) 1943 - VT-11 (TBF Avenger) 1943 - CASU-11 (Carrier Aircraft Service Unit) febrero de 1943 – julio de 1944 - VS-54 (SBD, OS2U) 11 de junio de 1943 – 3 de agosto de 1944 |

### Cuerpo de Marines de los Estados Unidos
| - VMTB-132 (SBD) 30 de octubre – 24 de diciembre de 1942 - VMTB-233 (SBD / TBF) agosto de 1943 – 29 de octubre de 1943 - VMF-121 (F4F) octubre de 1942 - VMF-122 "Wolf Pack" (F4U) mayo de 1943 - 28 de julio de 1943 – 3.ª misión - VMF-122 (F4U) junio de 1943 – 23 de julio de 1943 – 1.er MAW - VMF-124 (F4U) 4 de abril de 1943 – ¿? | - VMSB-132 (SBD) 23 de junio de 1943 – 2 de agosto de 1943 – 3.ª misión - VMSB-143 (TBF) 12 de noviembre de 1942 – ¿? Munda - VMSB-144 (SBD-3) 13 de junio de 1943 – 26 de junio de 1943, luego a las islas Russell - VMSB-236 (SBD) Espíritu Santo noviembre de 1943 – 25 de noviembre de 1943, luego a Munda - MABS-1 (Marine Air Base Squad-1) 1 de febrero de 1943 – noviembre de 1943, luego a Ondonga |

### Fuerza Aérea del Ejército de los Estados Unidos
- 44th FS
- 38th BG, 70th BS (B-26) Fiyi enero – 4 de febrero de 1943, Fiyi
- 42nd BG, 69th BS (B-26, B-25) Nuevas Hébridas enero – octubre de 1943, PDG
- 42nd BG, 75th BS (B-25) ¿? – 21 de octubre de 1943, Renard
- 38th BG, 70th BS (B-25) Fiyi ¿? – 22 de octubre de 1943, Russell
- 347th FG, 67th FS (P-39) Nueva Caledonia 22 de agosto de 1942 – junio de 1943
- 42nd BG, 390th BS (B-25) Fiyi 11 de mayo – 22 de octubre de 1943, Renard